# مونت أوليف (ألاباما)
مونت أوليف (بالإنجليزية: Mount Olive, Coosa County, Alabama)‏ هي مدينة تقع في مقاطعة كوسا (ألاباما) في الولايات المتحدة. يبلغ عدد سكانها 371 نسمة وذلك حسب إحصائيات تعداد الولايات المتحدة 2010.